# 神戸市中央卸売市場

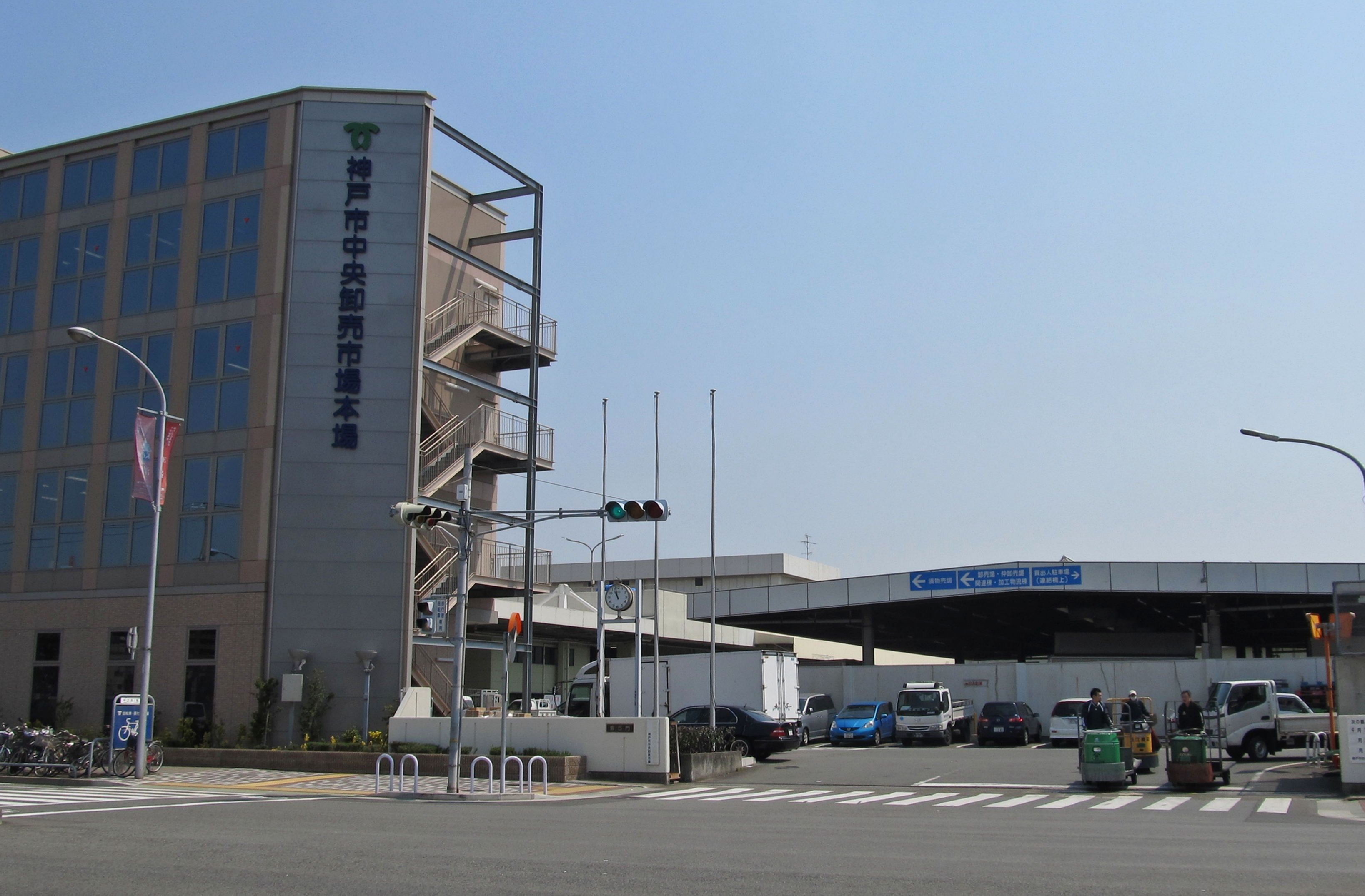
本場中央入口

神戸市中央卸売市場（こうべしちゅうおうおろしうりしじょう）は、卸売市場法に基づき、神戸市が設置した中央卸売市場である。神戸市産業振興局に属し、兵庫県神戸市兵庫区中之島に本場、長田区苅藻通に西部市場、東灘区深江浜町に東部市場を設けている。
工事によって発生する西側の跡地には、2017年6月に「イオンモール神戸南」がオープンした。

## 取り扱い品目
本場において水産物と青果物、西部市場において食肉、東部市場において水産物・青果物・花きを取り扱っている。

## 関係業者・その他の入場者等
本場に神港魚類をはじめとする水産物・塩干物卸売会社3社、青果卸売会社1社、東部市場に水産物卸売会社2社と青果卸売会社・花き卸売会社が1社ずつ、西部市場に食肉荷受会社1社が入場している。関連の仲卸業者も多数入場している。
本場と東部市場では、冷凍・冷蔵業者、漬物、加工食品、促成野菜、包装資材等を扱う関連商店や飲食店も営業している。
市場には、品物の運搬・陳列を担う荷受会社、運送会社の事務所も置かれている。
他に、神戸市の衛生部局の出先機関である食品衛生検査所と食肉衛生検査所が入場しており、場内を流通する食品の監視・検査・指導が行われている。

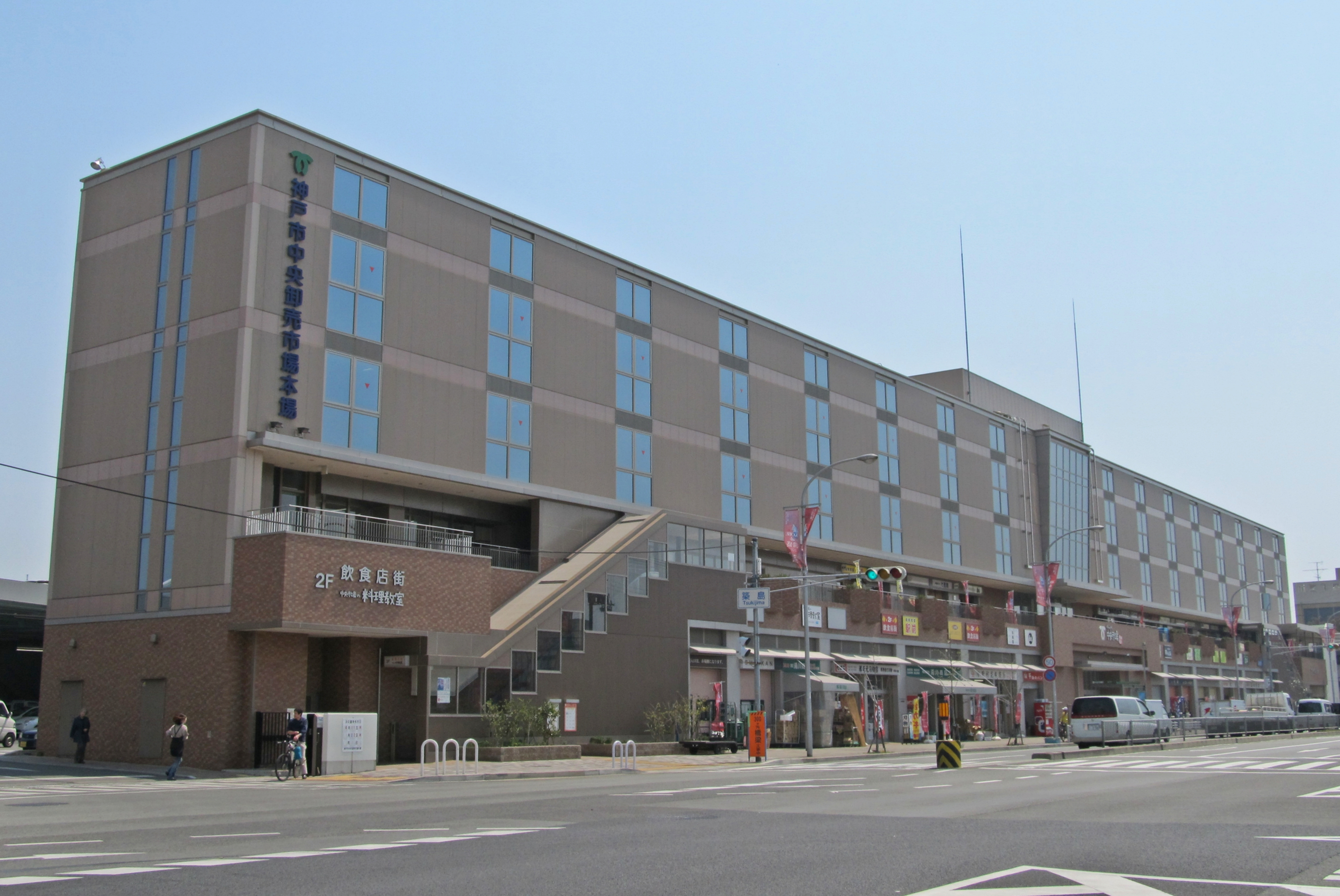
本場関連中央棟
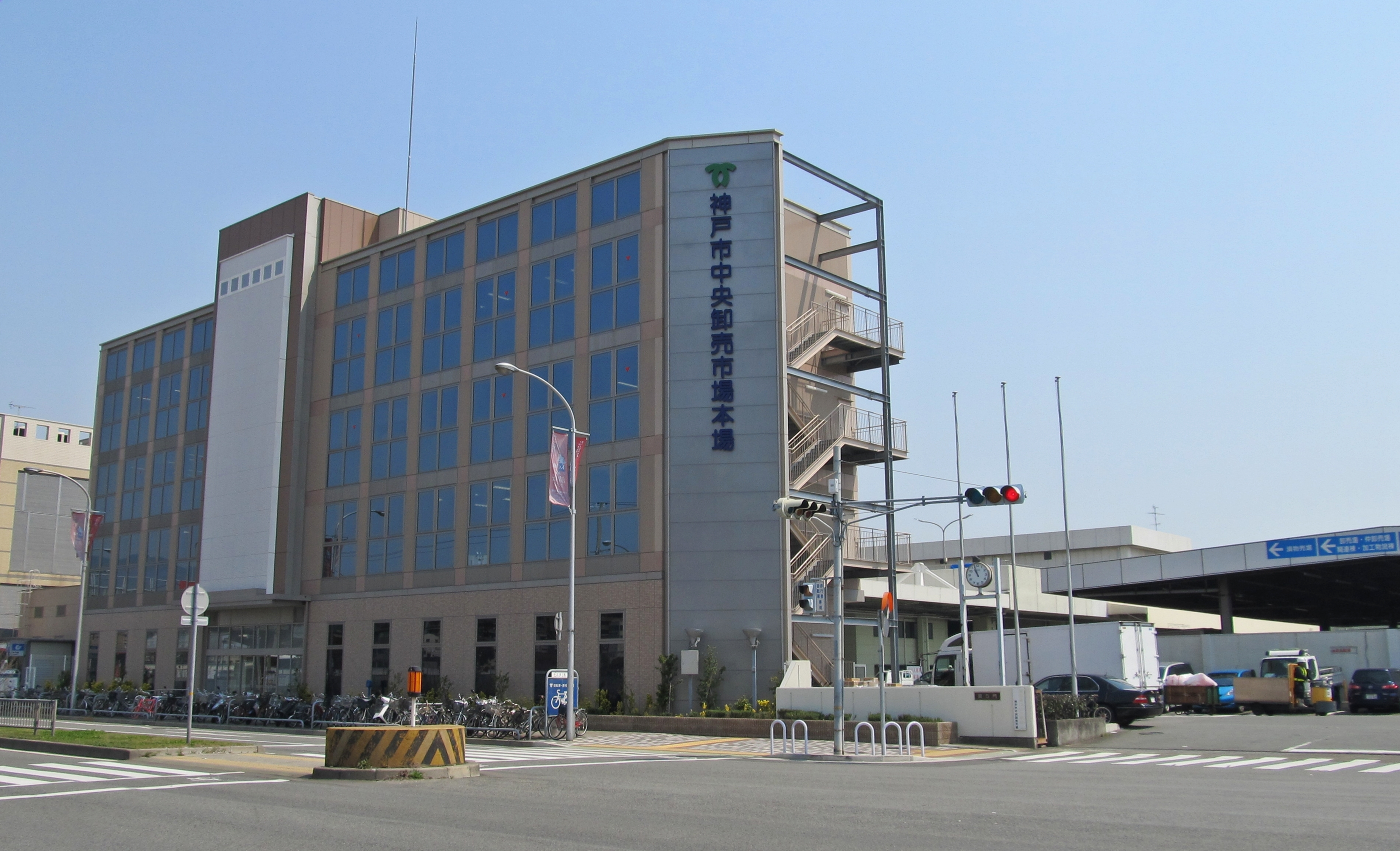
本場関連南棟

## 交通アクセス
- 本場
  - 神戸市営地下鉄海岸線 中央市場前駅すぐ（北緯34度39分58.2秒 東経135度10分38.1秒 / 北緯34.666167度 東経135.177250度）
- 西部市場
  - 神戸市営地下鉄海岸線 苅藻駅から徒歩5分（北緯34度39分7.5秒 東経135度9分23.5秒 / 北緯34.652083度 東経135.156528度）
- 東部市場
  - 阪神本線 深江駅から徒歩20分（北緯34度42分51.8秒 東経135度17分42.4秒 / 北緯34.714389度 東経135.295111度）